# Hinokitiol
Hinokitiol (β-thujaplicin) je prirodni monoterpen, odnosno derivat, te jedan od thujaplicina pronađen u drveću iz porodice čempresovki (Cupressaceae). 
Zbog svog antivirusnog, antimikrobnog i protuupalnog djelovanja, Hinokitiol se koristi pri izradi sredstava za oralnu upotrebu, kao i proizvodima koji se koriste prilikom liječenja. Poznat kao ionofor cinka i željeza, Hinokitiol je odobren kao prehrambeni aditiv. Podrijetlo imena potječe od činjenice da je prvobitno izoliran u Tajvanskom Hinokiju, 1936. godine. Prisutnost Hinokitiola javlja se u japanskom čempresu (Japanese Hinoki), dok oko 0.04% mase čini kod smreka kanarskih otoka (Juniperus cedrus), četinjača iz porodice čempresa - japanska hiba (Thujopsis dolabrata) i kod golemih tuja (Thuja plicata). Korištenjem otapala i ultrazvuka hinokitiol može biti vrlo lako izdvojen iz cedrova drva.
Strukturno je povezan s tropolom koji sadrži manjak izopropanola. Organski spojevi tropolona poznati su kao kelatni agensi.

## Antimikrobno djelovanje
Hinokitiol je karakteriziran širokim spektrom bioloških aktivnosti, od kojih su mnoge navedene i opisane u literaturi. Prvo i najznačajnije jest antimikrobno djelovanje koje omogućuje borbu organizma protiv bakterija i gljivica, neovisno o otpornosti na antibiotike.
Hinokitiol je pokazao pozitivno djelovanje na Streptococcus pneaumonie, Streptococcus mutans i Streptococcus aureus.Također, Hinokitiol sadrži inhibitorne učinke na klamidiju, odnosno Chlamydia trachomatis te može biti korišten lijek.

## Antiviralno djelovanje
Novija istraživanja pokazala su kako Hinokitiol sadrži antivirusno djelovanje kada se koristi s cinkom u borbi protiv humanih virusa, uključujući Rinovirus, Koksaki virus i Mengovirus. Liječenje virusnih infekcija stvara velik ekonomski napredak i stvara velik značaj Svjetskoj zdravstvenoj organizaciji. Oštećujući virusni poliprotein, Hinokitiol inhibira replikaciju virusa, no ova mogućnost striktno ovisi o dostupnosti dvovalentnih iona metala jer Hinokitiol djeluje kao njihov kelator.
Prisutnost cinka u kombinaciji s Hinokitiolom podržava ove sposobnosti te daljni tekst govori više o tome.

## Djelovanje
Uz širokospektralno antimikrobno djelovanje, Hinokitiol posjeduje i protuupalno te protuumorsko djelovanje, karakterizirano prilikom brojnih istraživanja in vitro stanica životinjskog podrijetla. 
Hinokitiol inhibira ključne markere i upalne puteve, poput TNF-a i NF-kB-a te istražuje njihov potencijal pri liječenju kroničnih upala i autoimunih stanja. Istraživanja su pokazala da Hinokitiol pokazuje citotoksičnost na nekoliko istaknut čelija karcinoma pospješujući autofagične procese.

## Istraživanja povezana s Koronavirusom
Potencijalna antiviralna svojstva Hinokitiola proizlaze prilikom njegovog djelovanja kao ionofor cinka. Hinokitiol omogućuje stapanje cinkovih iona sa stanicama koji potiču umnožavanje RNA virusa te na taj način inhibira replikaciju virusa.
Neki značajni RNA virusi sadrže virus ljudske gripe, poznat kao SARS. Ioni cinka bili su u stanju značajno inhibirati replikaciju virusa u samim stanicama, te su pokazali važnost dotoka cinka. Istraživanja su provedena uz korištenje cinkogov ionofora, čije je djelovanje vrlo slično Hinokitiolu.
Prilikom proučavanja stanica, zaključivo je da Hinokitiol inhibira razmnožavanje Rinovirusa, Koksaki virusa i Mengovirusa. Hinokitiol inhibira replikaciju Pikornavirusa ometajući aktivnosti virusnog poliproteina kako bi aktivnost Hinokitiola ovisila o dostupnosti iona cinka.

## Ionofor željeza
Pokazalo se kako Hinokitiol obnavlja količinu hemoglobina kod glodavaca. Hinokitiol djeluje kao ionofor željeza te povezuje željezo u stanice, povećavajući razinu željeza.
Otprilike 70% željeza u ljudskom tijelu sadržano je unutar crvenih krvnih stranica, a posebno unutar proteina hemoglobina. Željezo je bitno za razvoj svih živih organizama, bilo ljudskih ili životinjskih, te djeluje kao ključni element nekolicine fizioloških funkcija. U važnije fiziološke funkcije ubrajamo transport kisika i sintezu deoksiribonukleinske kiseline (DNK). Transport elektrona i nedostatak željeza mogu dovesti do krvnih poremaćaja, odnosno anemije koja je vrlo opasna te može ima štetno djelovanje na fizičko i mentalno zdravlje.

## Sinergično djelovanje cinka
Kao ionofor cinka, Hinokitiol sadrži sposobnost koja inhibira replikaciju virusa. Sažeto rečeno, Hinokitiol, kao ionofor cinka ima značajnu ulogu u transportu molekula stanica kroz plazmatsku ili intracelularnu membranu. Na taj se način povećava unutarćelijska koncentracija određenih atoma metala kao što je cink. 
Zaključivo je da iskorištavanjem prednosti antivirusnih svojstva cinka u kombinaciji s Hinokitiolom pospješujemo brži unos cinka.

## Istraživanja povezana s liječenjem karcinoma
Istraživanja sprovedena na životinjama pokazuju kako Hinokitiol inhibira metastazei sadrži proliferativni učinak na stanice raka.

## Nedostatak cinka
Nedostatak cinka prikazan je u pojedinim stanicama raka, kao i vraćanje optimalne unutarstanične razine cinka koja potencijalno dovodi do supresije rasta tumora. 
Hinokitiol jest cinkov ionofor, no još je uvijek potrebno provesti odgovarajuća istraživanja kako bi se utvrdile učinkovite koncentracije za medicinsku upotrebu.
- "Učinkovitost cinka u prehrani pri smanjenju rasta melanoma i eksperimentalnih metastaza"[27][28]
- "Dijetalni nedostatak cinka pospješuje razvoj raka jednjaka"
- "Metaanaliza istraživanja: povezanost između razine cinka u serumu i raka pluća[29]
- "Napredna istraživanja odnosa nedostatka cinka i srodnih mikro-RNA karcinoma jednjaka[30]

## Proizvodi koji sadrže Hinokitiol
Hinokitiol ima široku upotrebu pri izradi kozmetičkih proizvoda, pasta za zube, oralnih sprejeva, krema za sunčanje i u proizvodima koji potiču rast kose. Jedna od vodećih tvrtki koja prodaje proizvode na bazi Hinokitiola jest Hinoki Clinical. 
Tvrtka je osnovana 1956. godine, nakon što je 1955. godine započelo prvo ‘industijsko ekstrahiranje Hinokitiola’. Hinoki trenutno ima preko 18 različitih asortimana proizvoda, temeljenih na Hinokitiolu. Brand pod nazivom Relief Life pohvalio se s milijunskom prodajom svoje zubne paste pod nazivom Dental Series.
Ostali značajni proizvođači proizvoda na bazi Hinokitiola su Otsuka Pharmaceuticals, Kobayashi Pharmaceuticals, Taisho Pharmaceuticals i SS Pharmaceuticals. Osim područja Azije, i druge su tvrtke na području SAD-a i Australije, poput Swanson Vitamins® počele primjenjivati Hinokitiol. 2006. godine Hinokitiol je kategoriziran na listi domaćih tvari (Domestic Substances List) u Kanadi, kao ne-toksičan i ne-bioakumulativan za vodene organizme. Američka zajednica za zaštitu okoliša (EWG - Environmental Working Group) posvetila je stranicu Hinokitiolu, kao sastojku koji sadrži malu opasnost za izazivanje alergija, raka i toksičnosti gdje je zadovoljivo ocjenu 1-2. Usporedivši ocjenu i karakteristike Hinokitiola i propilparabena (Propylparaben), propilparaben pokazuje veliku opasnost i toksičnost. Europska komisija za poremećaje hormona procijenila je propilparaben endokrinim razaračem te dajući mu ocjenu 4-6 na istoj stranici EWG-a.

## Dr ZinX
2. travnja 2020. godine, australijski proizvođač cinkovog oksida Advance Nanotek podnio je zahtjev s tvrtkom AstiVita Limited za izradu patenta antivirusnog sustava koji se sastoji od različitih proizvoda za oralnu njegu, čiji je glavni sastojak Hinokitiol.
Marka koja uključuje inovaciju proizvoda nazvan je Dr ZinX te za 2020. godinu predviđa predstavljanje svoje čuvene kombinacije cinka i Hinokitiola. 18. svibnja 2020. godine objavljeni su rezultati ispitivanja pod nazivom “Kvantitativni test za evaulaciju virucidnih aktivnosti na području medicine”. Rezultati testa pokazali su '3.25 log', odnosno 99.9 postotnu redukciju čiste koncentracije u vremenskom razdoblju od pet minuta protiv tzv. mačjeg koronavirusa (Feline Coronavirus).
Cink se pokazao kao bitan dodatak prehrani, a istraživanja su pokazala kako 17,3% globalnog stanovništva sadrži neadekvatan unos.

## Obećavajuća budućnost
Početkom 2000-ih, istraživači su prepoznali važnost Hinokitiola pri izradi lijekova, posebice onih koji se koriste za borbu protiv klamidije (Chlamydia trachomatis). Kemičar Martin Burke u suradnji je s kolegama sa Sveučilišta Illinois Urbana-Champaign i drugih institucija otkrio značajnu medicinsku upotrebu Hinokitiola. Cilj gospodina Burka bio je prevladati i normalizirati nepravilan transport željeza u životinjskim organizmima. Nedostatak nekoliko proteina može dovesti do manjka željeza u stanicama, odnosno do anemije, no čak može imati i suprotan učinak, tzv. hemokromatozu.
Koristeći kulture kvasca, osiromašenih genom surogata, istraživači su pregledali zbirku malih molekula koje upućuju na transport željeza i rast stanica. Hinokitiol se pokazao kao uspješan pri vraćanju funkcionalnosti stanica, te je daljnim napornim radom tima uspostavljen mehanizam kojim vraća ili smanjuje željezo. Istraživanja su vršena na sisavcima te je otkriveno da glodavci koji su služili za razmatranje nedostatka željeza, a naknadno su hranjeni su Hinokitiolom, stvaraju povrat unosa željeza u crijevima. Slična istraživanja, provedena na zebrama, pokazala su kako su molekule obnovile proizvodnju hemoglobina.Komentar na rad gospodina Burke-a, odnosno nadimak koji je dodijeljen djelovanju Hinokitiola jest "Molekula željeznog čovjeka". Nadimak je istovremeno pogodan, a i ironičan jer prevedeno ime nalaznika Nozoe-a na engleski jezik glasi "Čelični čovjek" (Iron Man). Značajna istraživanja također su provedena u oralnim aplikacijama Hinokitiola s obzirom na povećanu potražnju proizvoda koji se temelje na Hinokitiolu. 
Jedno takvo istraživanje, pod naslovom "Antibakterijski učinak Hinokitiola protiv patogenih bakterija koje prevladavaju u oralnoj šupljini i gornjim dišnim putevima" povezano je s osam različitih institucija u Japanu, a daje zaključak da Hinokitiol pokazuje antibakterijsko djelovanje protiv širokog spektra patogenih bakterija, te sadrži nisku citotoksičnost prema ljudskim epitelnim stanicama.